# Mestne pravice
Mestne pravice so bile v srednjeveški Evropi posebne pravice in privilegiji, ki so bili podeljeni kraju. V Evropi se mestne pravice pojavljajo predvsem na območjih, kjer je bila rimska politična struktura po velikem preseljevanju pozne antike popolnoma izbrisana. Manj očiten je pojav v Španiji, Italiji in južni Franciji, saj so tu ostala nedotaknjena mnoga mesta, čeprav manjša. Mestno pravo, običajno v srednji Evropi, verjetno izvira iz italijanskih modelov, ki so bili usmerjeni v tradicijo samouprave rimskih mest.
Čeprav to pogosto vključuje več pravic (kot so pravice trgovanja, pravice pobiranja mitnine in pravica do gradnje mestnega obzidja), se je v bistvu nanašalo na pravico mesta do lastne jurisdikcije. Meščanom je bila podeljena pravica, da se zagovarjajo pred sodiščem »enakih«, namesto da bi bili podvrženi zakonu zemljiškega gospoda. Pravzaprav gre torej za mestno pravo in ne za mestne pravice. V posebnem privilegiju je bila lahko priznana tudi pravica do zakonodaje ter pravica do imenovanja svojega glavarja in mestnih upraviteljev.
Mestne pravice so bile stopnja v razvoju pravnega sistema v Evropi. Z izginotjem fevdalnega sistema in vse večjim pomenom centralne (pravne) države se je mestno pravo končalo.
Podobne pravice so obstajale v starodavnih kulturah, zlasti v Mezopotamiji.

## Zgodovina
Od leta 1000 so privilegije naselbinam podeljevali zemljiški gospodje. To je zadevalo privilegije in avtonomijo, na primer v zvezi s pravosodjem ali držanjem trgov (tržnih sejmov). Pridobitev mestnih pravic je bilo mogoče izvesti na okvirno dva načina:
- Pobudo je lahko dal lokalni gospod, ki je želel z večjo svobodo spodbuditi gospodarski razvoj takega kraja ali pa je zaradi pomanjkanja denarja ponudil privilegij v prodajo. Ta vzorec se je večinoma pojavljal v gospodarsko manj razvitih območjih.
- Pobudo so lahko prevzela naselja sama. Ta so zemljiškemu gospodu ponujali velike vsote denarja v zameno za določene pravice. Ta vzorec je bil še posebej razširjen tam, kjer je bilo veliko bogatih in gosto poseljenih krajev.

## Pravice
Mestne pravice so zajemale zadeve, kot so:
- Upravljanje:
  - Mestni svet (uprava): premožna buržoazija je včasih lahko sama izbrala upravnike, ki bodo sedeli v mestnem svetu. Od začetka 15. stoletja je bilo običajno, da mestne oblasti imenujejo mestne uradnike, kot so sodni izvršitelji in sodniki.
  - Pristojnost in zakonodaja: V določenih mejah je mesto svobodno izvajalo lastno pravo in sodstvo. Posledično je bilo mesto upravno odstranjeno od okoliške države, kjer je veljala zakonodaja zemljiškega gospoda.
  - Davki: Mestna oblast je pridobila pravico nalagati davke prebivalcem znotraj svojih meja.
- Privilegiji:
  - Mestno obzidje: pravica do gradnje obzidja okoli mesta.
  - Tržno pravo in sejmi: pravica imeti trg (tržnico) in sejme (in prodajalcem naložiti plačilo pristojbine).
  - Pravica zlaganja: pravica, da prvi zložite in prodate določeno blago.
  - Cestnine: pravica do pobiranja cestnine , lastni meščani so bili tega pogosto oproščeni, kar je pripomoglo k privlačnosti kot kraja poslovanja.
  - Kovna pravica: nekatera mesta so lahko svobodno kovala svoj denar.
  - Pravice tehtanja: pravica do tehtanja blaga na tehtnici.